# Kenneth Davidson (mathématicien)
Pour les articles homonymes, voir Kenneth Davidson.
Kenneth Ralph Davidson (né en 1951 à Edmonton, Alberta)  est un mathématicien canadien, professeur de mathématiques pures à l'Université de Waterloo.

## Formation et carrière
Il fait ses études de premier cycle à Waterloo et obtient son doctorat sous la direction de William Arveson (en) à l'université de Californie à Berkeley en 1976, avec une thèse intitulée « Compact Perturbations of Operator Algebras ». Davidson est directeur de l'Institut Fields de 2001 à 2004. Ses domaines de recherche incluent la théorie des opérateurs (en) et les C*-algèbres. Depuis 2007, il est nommé professeur d'université à l'Université de Waterloo. 

## Prix et distinctions
Il est membre de la Société royale du Canada (1992). Il est nommé Fellow du Fields Institute en 2006. En 2018, la Société mathématique du Canada l'inscrit dans sa première classe de boursiers. En 2013 il reçoit le prix G. de B. Robinson avec Alex Wright pour Operator algebras with unique preduals, CMB 54, 2011, 411–421. En 2014 il est lauréat du prix David-Borwein,.

## Publications
- Real Analysis and Applications, avec Allan Donsig, Undergraduate Texts in Mathematics, Springer, 2009.
- {\displaystyle C^{\ast }} -Algebras by Example, Fields Institute Monograph 6, AMS, 1996.
- Nest Algebras, Pitman Research Notes in Math. 191, Longman, 1988.